# 北極熊角
北極熊角（英語：Polar Bear Point），是南極洲的一个海岬，位於羅斯島，處於城堡岩東南面2.2公里的哈特角半島東部，在2000年由美國南極名稱諮詢委員命名，現時由南極條約體系管理。